# J

Litera Jj scrisă cu fontul „School Script Dashed”.

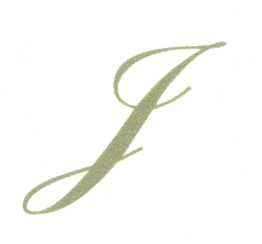
Majuscula J

Minuscula j

J este a zecea literă din alfabetul latin și a treisprezecea din alfabetul limbii române. În limba română notează o consoană fricativă postalveolară sonoră, cu simbolul fonetic [ʒ].

## Utilizare
- În fizică:
  - J este simbolul pentru joule, unitatea de măsură SI a energiei;
  - în electricitate, j se folosește pentru unitatea imaginară {\displaystyle {\sqrt {-1}}} în locul literei i folosite curent în matematică (în electricitate i se folosește pentru a nota curentul electric instantaneu);
- La jocurile de cărți, J este valetul.

## Alte reprezentări
| Alfabetul fonetic NATO | Codul Morse |
| Juliet                 | ·–––        |

|                                                 |                     | ⠚       |
| Sistemul de semnalizare maritimă internațională | Alfabetul semaforic | Braille |